# Přesměrování portu
Přesměrování portů (anglicky port forwarding) je v informatice metoda směrování portů z jednoho síťového uzlu na druhý. Typickým použitím je umožnění vnějšímu uživateli připojit se na port na soukromé adrese v lokální síti prostřednictvím směrovače, který podporuje technologii překladu síťových adres.

## Reverzní přesměrování
Reverzní přesměrování portů, nebo také tunelování portů, se děje za pomoci dvou nejčastěji softwarových komponent, z nichž jedna vystupuje jako relační server – naslouchá na určitém portu, zatímco druhá komponenta v roli relačního klienta se k tomuto serveru připojuje. Po ustanovení relace začne server naslouchat na jiném portu a veškerý provoz je dále forwardován ke klientovi, který inicioval úvodní relaci. Nejčastěji se tento typ forwardování používá v případech, kdy jsou požadované porty otevřené na stroji umístěném za routerem nebo firewallem, které na ně jinak nepovolují spojení. Tato funkcionalita je zabudována v některých implementacích SSH.

## Dvojité přesměrování portu
Dvojité přesměrování portu (anglicky double port forwarding) za pomoci jednoho a nebo více routerů. Dvojité přesměrování za pomoci jednoho routeru je metoda, kdy z jednohoho směrovače s veřejnou IP adresou jsou porty směrovány na IP adresu jiného směrovače, který je dále přesměruje na uzel v privátní síti. Například u přesměrování s dvěma routery se z jednoho směrovače s veřejnou IP adresou porty přesměrují na směrovač s veřejnou a interní IP adresou. Následně tento router pošle komunikaci na portech na IP adresu jiného směrovače, který je přesměruje na uzel v privátní síti.

## Využití
Port forwarding umožní vzdáleným síťovým uzlům připojit se k specifickému uzlu v privátní LAN síti.
Příklady využití:
- směrování portu 80 pro běh HTTP webového serveru uvnitř privátní LAN pro přístup z internetu
- směrování portu 22 k umožnění Secure Shell přístupu uvnitř privátní LAN z internetu
- směrování portu 21 k umožnění FTP přístupu uvnitř privátní LAN z internetu

Směrování v Linuxu je umožněno přidáním iptables pravidel do NAT tabulky.
V operačních systémech Mac OS X a BSD je to umožněno prostřednictvím nástroje ipfirewall (ipfw).

## Nevýhody
- Jeden port může být směrován v danou chvíli jenom na jedno zařízení